# Abdul Najeeb Qureshi
Mohammed Abdul Najeeb Qureshi (* 26. Februar 1988 in Hyderabad, Telangana) ist ein ehemaliger indischer Leichtathlet, der sich auf den Sprint spezialisiert hat.

## Sportliche Laufbahn
Erste internationale Erfahrungen sammelte Abdul Najeeb Qureshi im Jahr 2009, als er bei den Asienmeisterschaften in Guangzhou in 10,63 s den achten Platz im 100-Meter-Lauf belegte und mit der indischen 4-mal-100-Meter-Staffel nach 39,58 s auf Rang fünf gelangte. Im Jahr darauf nahm er an den Südasienspielen in Dhaka teil und siegte dort in 21,16 s im 200-Meter-Lauf und gewann in 10,56 s die Silbermedaille über 100 m hinter dem Sri Lanker Shehan Abeypitiya. Zudem gewann er im Staffelbewerb in 40,18 s die Silbermedaille hinter dem Team aus Sri Lanka. Kurz darauf schied er bei den Hallenasienmeisterschaften in Teheran mit 6,90 s in der Vorrunde im 60-Meter-Lauf aus. Im Oktober erreichte er bei den Commonwealth Games in Neu-Delhi das Halbfinale über 100 m und schied dort mit 10,40 s aus und wurde über 200 m im Vorlauf disqualifiziert. Zudem gewann er in 38,89 s gemeinsam mit Rahamatulla Molla, Suresh Sathya und Shameer Mon die Bronzemedaille hinter den Teams aus England und Jamaika und stellte mit dieser Zeit einen neuen Landesrekord auf. Im Vorlauf über 100 m egalisierte er zudem mit 10,30 s den indischen Landesrekord von Anil Kumar Prakash aus dem Jahr 2005. Anschließend schied er bei den Asienspielen in Guangzhou mit 10,46 s im Semifinale über 100 m aus und wurde im Staffelbewerb aufgrund eines gedopten Mannschaftskollegen nachträglich disqualifiziert. Nach mehreren weniger erfolgreichen Jahren startete er 2015 mit der Staffel bei den Asienmeisterschaften in Wuhan und klassierte sich dort mit 39,67 s auf dem sechsten Platz. Im Jahr darauf bestritt er in seiner Geburtsstadt Hyderabad seinen letzten offiziellen Wettkampf und beendete daraufhin seine aktive sportliche Karriere im Alter von 28 Jahren.
In den Jahren 2009 und 2010 wurde Qureshi indischer Meister im 200-Meter-Lauf sowie 2010 auch über 100 m. 

## Persönliche Bestleistungen
- 100 Meter: 10,30 s (+0,2 m/s), 6. Oktober 2010 in Neu-Delhi
  - 60 Meter (Halle): 6,90 s, 24. Februar 2010 in Teheran
- 200 Meter: 21,06 s, 18. Mai 2010 in Kochi